# Tom Baddeley
Pour les articles homonymes, voir Baddeley.
Thomas « Tom » Baddeley, né le 2 novembre 1874 à Burslem et mort le 24 septembre 1946 à Stoke-on-Trent, est un footballeur anglais, qui évoluait au poste de gardien de but.

## Carrière
- 1893-1896 : Burslem Port Vale  Angleterre
- 1896-1907 : Wolverhampton Wanderers  Angleterre
- 1907-1910 : Bradford Park Avenue  Angleterre
- 1910 : Stoke City  Angleterre
- 1910-1911 : Whitfield Colliery  Angleterre

## Sélections
- 5 sélections avec l'équipe d'Angleterre de 1903 à 1904.